# Alof de Wignacourt
Fra Alof de Wignacourt SMOM (1547 – 14. září 1622) byl italský profesní rytíř Maltézského řádu, který byl v roce 1601 zvolen velmistrem maltézského řádu. Jako velmistr se zasloužil o obranu Malty postavením tzv. Wignacourtových věží, byl také podporovatelem malíře Caravaggia.